# Anthurium citrifolium
Anthurium citrifolium är en kallaväxtart som beskrevs av Luis Aloysius, Luigi Sodiro. Anthurium citrifolium ingår i släktet Anthurium och familjen kallaväxter. Inga underarter finns listade.